# Pour toi, public
Pour toi, public est un dvd de sketchs de l'humoriste Franck Dubosc, produit en 2002. Il s'agit de sketches le mettant en scène dans différentes situations. Ainsi, on le retrouve en campeur, en kéké des plages, en chipie et plein d'autres situations. 

## Les sketchs
1. La star
2. La bagarre
3. Le ringard
4. Le romantique
5. La campagne
6. Le séducteur
7. L'aventurier
8. Je t'aime
9. Le con
10. Le voilier
11. Le bourgeois
12. Le danseur disco
13. Le muet
14. Le bonheur
15. Kara Okay
16. Le campeur
17. Le cascadeur
18. Le pêcheur

## Commentaires
- Le DVD est sorti le 29 avril 2003.
- Une suite (Pour toi, public 2) fut produite par Franck Dubosc face au succès du premier opus.
- Il est accompagné par l'acteur José Gaudin[1],[2]